# Hostage (Band)
Hostage (Eigenschreibweise HOSTAGE) ist eine deutsche, in 2018 gegründete Metalcore-Band aus Aachen in Nordrhein-Westfalen.

## Geschichte

### 2018–2020: Die Anfänge
Hostage wurde 2018 von Sänger Noah Müller, den Gitarristen David Fuß und Nico Ruddies, Schlagzeuger Marvin Ruddies, Keyboarder Kai Mengler und Bassist Timo Bartsch in Aachen gegründet. Bis auf Timo Bartsch spielten die Mitglieder zuvor in der Schulband Still Waiting, die zusammen mit Alexander Linzenich bestand. Nach der Aufnahme ihres ersten selbst geschriebenen Songs Decisions benannte sich die Band zunächst in Falling in Paranoia und später in Hostage um. Vor der Veröffentlichung ihrer ersten, selbstbetitelten EP verließ Kai Mengler die Band. Ende 2019 erschien die EP, die drei Tracks enthielt und in einem professionellen Tonstudio aufgenommen sowie produziert wurde.
Im gleichen Zeitraum spielte die Band vereinzelt Live-Konzerte und sammelte erste Bühnenerfahrungen. Im Jahr 2020 nutzte die Band die COVID-19-Pandemie, um ihre Struktur neu zu überdenken und veröffentlichte die Singles Rebellion und Game Over, die in Eigenregie von David Fuß produziert wurden und zur Findung des musikalischen Stils beitrugen. In dieser Zeit stieg Timo Bartsch aus der Band aus.
Zudem begann Hostage, mit Produzent Timo Bonner (Our Mirage) zusammenzuarbeiten, was in der Veröffentlichung der erfolgreichen Coverversion von Don't Let Me Down (im Original von The Chainsmokers) mündete, welche einen wichtigen Beitrag zum weiteren Erfolg der Band leistete.

### 2020–2024:Memento Moriund Live-Show Meilensteine
Im Anschluss daran produzierte die Band ihr Debütalbum Memento Mori, aus dem regelmäßig Singles veröffentlicht wurden. Diese steigerten das Interesse an der Band in der Metalszene und führten zu einer Zusammenarbeit mit dem erfolgreichen Manager Erik Jülicher sowie einem Vertriebsvertrag mit ADA (Warner Music Group).

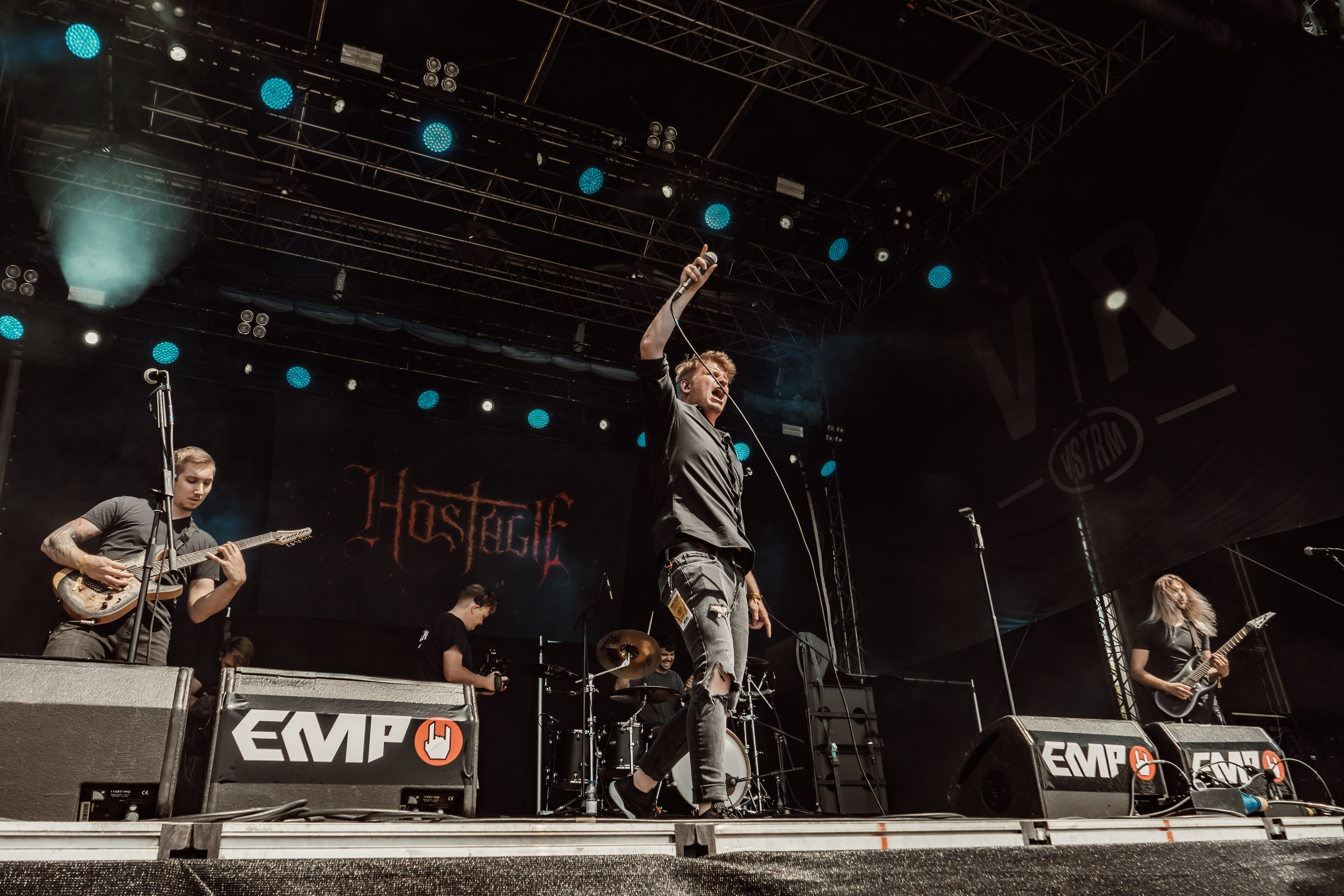
Hostage beim Vainstream Rockfest 2022

Ein bedeutender Meilenstein war der Gewinn des Impericon Newcomerwettbewerbs, wodurch Hostage einen Auftritt beim Vainstream Rockfest in Münster am 2. Juli 2022 ergatterten. Im selben Jahr folgten Auftritte beim Rodarock und Pell Mell Festival sowie weitere deutschlandweite Klubshows.
Am 28. Oktober veröffentlichte die Band ihr Debütalbum Memento Mori, welches Features von Henning Wehland (H-Blockx), Christoph Wieczorek (Annisokay) & Marius Wedler (Alleviate) enthielt und „Hostage sich als Metalcore-Verrückte jung, dynamisch und offen neugierig, ohne sich dabei stilistisch zu zerfasern oder gar die Konsistenz im eigenen Sound zu opfern zeigten.“

Einen Monat später folgte mit Enemy, im Original von Imagine Dragons, das zweite Cover der Band. Die Neuinterpretation entstand in Zusammenarbeit mit der deutschen Twitch-Streamerin und Musikerin ifa. Im Januar 2023 veröffentlichte Hostage eine Deluxe Edition von Memento Mori, die neben Enemy auch eine reimagined version von Execution sowie instrumentale Fassungen der Albumtracks enthielt. Darauf folgte eine gemeinsame Kooperation mit den Bands Maelfoy und Avalanche Effect namens Regrets. Während dieser Zeit entschied sich Marvin Ruddies aus persönlichen Gründen, die Band zu verlassen. Daniel Heuken übernahm daraufhin vorübergehend das Schlagzeug. 

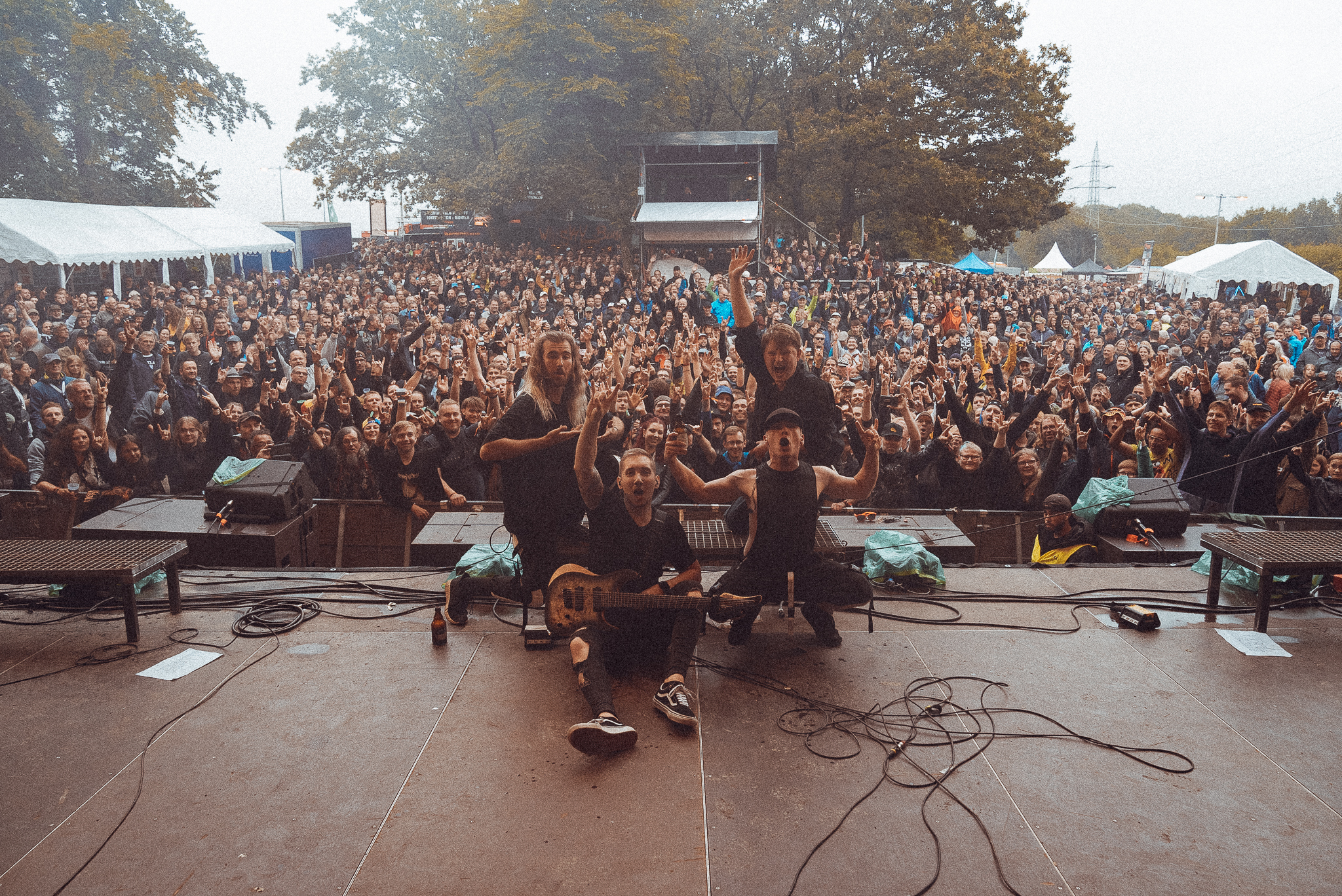
Hostage auf dem Tollrock Festival 2024

Neben zahlreichen weiteren, teils ausverkauften Klubshows trat Hostage auch dem Wacken Open Air 2023 auf. Der Auftritt wurde von der Band mitgeschnitten und Anfang 2024 als Live-Album inklusive Live-Set veröffentlicht. Damit bewiesen Hostage, dass sie live zu überzeugen wissen und sie das Publikum stimmungstechnisch voll im Griff haben.
Anfang 2024 veröffentlichte Hostage gemeinsam mit dem Produzenten JSUNT einen House-Remix von Afterall, der die Vielseitigkeit der Band unterstrich und ihr Interesse an Genre-übergreifenden Elementen zeigte. Zudem trat Leah Scharf der Band bei, verließ diese jedoch im Sommer aus persönlichen Gründen, sodass Daniel Heuken weiterhin am Schlagzeug aushilft.
Im Juli 2024 spielte Hostage ihre bisher größte Show beim Tollrock Festival vor rund 3.500 Zuschauern, was bisher einen weiteren bedeutenden Meilenstein in der Karriere der Band darstellt.

### Seit 2024:Expect the WorstundBlood in the Snow
Im September 2024 begann HOSTAGE die Promophase für ihr nächstes Studioalbum mit der Single Expect the Worst. Im Januar 2024 folgte die Ballade Blood in the Snow, die zur bislang erfolgreichsten Release-Phase der Band wurde.

## Stil
Hostage spielen eine technisch anspruchsvolle, zugleich aber atmosphärische Variante des Metalcore. Dabei integrieren sie Einflüsse aus dem Post-Hardcore und Nu-Metal, während auch Elemente aus Genres wie Drum and Bass oder Techno stilistisch verarbeitet werden. Hostage bietet modernen Metalcore, der sich nicht bloß an den üblichen Versatzstücken bedient, sondern Ungewohntes wagt – und genau deswegen so frisch und aufregend klingt wie schon lange kein Genre-Vertreter mehr.
Die Lyrics der Songs, die von Sänger Noah Müller geschrieben wurden, befassen sich überwiegend mit Themen rund um mentale Gesundheit. Sie behandeln persönliche Erfahrungen mit Mobbing, Depressionen und Angstzuständen, die in den Songs verarbeitet werden. Darüber hinaus üben einige Lieder gesellschaftliche Kritik und setzen sich mit Themen wie Umweltschutz, Kapitalismus und Kriegen auseinander (The Swarm, Rebellion und Game Over).

## Diskografie

### Alben
- 2022: Memento Mori (Warner Music Group)
- 2024: Live at Wacken Open Air 2023 (Warner Music Group)

### EPs
- 2019: Hostage

### Singles
- 2019: Blow It Up
- 2020: Rebellion
- 2020: Game Over
- 2020: Don't Let Me Down
- 2022: Rebellion (feat. Henning Wehland & Dave Gappa)
- 2022: M.U.T.O. (feat. Marius Wedler (Alleviate))
- 2022: Enemy (feat. Ifa)
- 2023: Regrets (feat. Maelføy & Avalanche Effect)
- 2024: Afterall (JSUNT Remix)
- 2024: Expect the Worst
- 2025: Blood in the Snow
- 2025: Sirens